# Шарвје Шавање
Шарвје Шавање (фр. Charvieu-Chavagneux) насеље је и општина у источној Француској у региону Рона-Алпи, у департману Изер која припада префектури Вјен.
По подацима из 2011. године у општини је живело 7950 становника, а густина насељености је износила 919,08 становника/km². Општина се простире на површини од 8,65 km². Налази се на средњој надморској висини од 220 метара (максималној 251 m, а минималној 200 m).

## Демографија
| 1962. | 1968. | 1975. | 1982. | 1990. | 1999. | 2011. |
| ----- | ----- | ----- | ----- | ----- | ----- | ----- |
| 3.045 | 3.691 | 6.470 | 6.804 | 8.126 | 7.889 | 7.950 |

График промене броја становника у току последњих година